# James Phiri
James Phiri (ur. 13 lutego 1968 w Lusace, zm. 5 stycznia 2001) – zambijski piłkarz grający na pozycji bramkarza. W swojej karierze rozegrał 43 mecze w reprezentacji Zambii.

## Kariera klubowa
Swoją karierę piłkarską Phiri rozpoczął w klubie Barclays Bank FC. W 1988 roku zadebiutował w jego barwach w zambijskiej Premier League. Na początku 1990 roku odszedł do Zanaco FC. Występował w nim do 1998 roku. Wtedy też przeszedł do chińskiego zespołu Qingdao Hainiu. Występował w nim do końca swojej kariery, czyli 2000 roku.
5 stycznia 2001 Phiri zmarł na raka.

## Kariera reprezentacyjna
22 maja 1993 roku Phiri zadebiutował w reprezentacji Zambii w przegranym 0:1 towarzyskim meczu z Malawi. W 1994 roku został powołany do kadry na Puchar Narodów Afryki 1994. Na nim wywalczył z Zambią wicemistrzostwo Afryki. Rozegrał na nim cztery mecze: ze Sierra Leone (0:0), z Wybrzeżem Kości Słoniowej (1:0), w ćwierćfinale z Senegalem (1:0) i w finale z Nigerią (1:2).
W 1996 roku Phiri zajął z Zambią 3. miejsce w Pucharze Narodów Afryki 1996. Wystąpił na nim w sześciu meczach: z Algierią (0:0), z Burkina Faso (5:1), ze Sierra Leone (4:0), ćwierćfinale z Egiptem (3:1), półfinale z Tunezją (2:4) i o 3. miejsce z Ghaną (1:0).
W 1998 roku Phiri był w kadrze Zambii na Puchar Narodów Afryki 1998, jednak nie wystąpił na nim w żadnym spotkaniu. Od 1993 do 1998 roku rozegrał w kadrze narodowej 43 mecze.